# International Philosophical Quarterly
International Philosophical Quarterly (рус. Международный философский ежеквартальник) — американский международный рецензируемый научный журнал по философии.

## История
Журнал основан в 1961 году с целью международного обмена основными философскими идеями. Выпускается учёными Фордемского университета в сотрудничестве с бельгийским Намюрским университетом и издаётся Центром документации философии. 

## Реферирование и индексирование
Журнал реферируется и индексируется: Academic Search, L'Année philologique, Arts & Humanities Citation Index, ATLA Religion Database, Current Contents/Arts & Humanities, Expanded Academic ASAP, FRANCIS, Index Philosophicus, Index Religiosus, InfoTrac OneFile, International Bibliography of Periodical Literature, International Philosophical Bibliography, MLA International Bibliography, The Philosopher's Index, Philosophy Research Index, PhilPapers, ProQuest databases, VINITI Database RAS, Scopus и TOC Premier.